# Willy Aybar
Willy Del Jesus Aybar, né le 9 mars 1983 à Baní en République dominicaine, est un joueur dominicain de baseball qui évolue en Ligue majeure de baseball de 2005 à 2010
Considéré comme un joueur d'utilité, il a évolué dans les majeures en 2005 à toutes les positions de l'avant-champ, mais principalement comme joueur de troisième but. Il passe 3 de ses 5 saisons en Ligue majeure avec les Rays de Tampa Bay.

## Carrière

### Débuts
Willy Aybar a signé son premier contrat professionnel avec les Dodgers de Los Angeles en 2000. Il fait ses débuts dans les grandes ligues le 31 août 2005 et prendra part à 26 parties cette saison-là, frappant son premier coup de circuit. Il produit 10 points et présente une impressionnante moyenne au bâton de,326 en 86 présences à la plaque.
En 2006, il est joueur de troisième but réserviste chez les Dodgers, jusqu'à ce que ceux-ci l'échangent, lui et le releveur Danys Báez, aux Braves d'Atlanta en retour du joueur d'avant-champ Wilson Betemit. Aybar termine bien la saison chez les Braves en frappant pour,313, relevant sa moyenne de,250 à ,280 pour l'ensemble de la saison.

### Problèmes personnels
Le 15 avril 2007, les Braves suspendent Aybar après que celui-ci a omis de se présenter pour des traitements visant à soigner une blessure à une main. Trois jours plus tard, le 18 avril, le club le suspend indéfiniment après qu'il ne s'est pas rapporté à l'équipe comme prévu. Il est annoncé par la suite que le joueur subit une cure de désintoxication pour vaincre sa dépendance aux drogues et à l'alcool.
Le 4 août, les Braves relèvent Aybar de sa suspension et l'envoient se remettre en forme dans les ligues mineures, mais peu de temps après son retour au jeu une blessure au poignet droit le tiendra à l'écart du jeu. Il ne jouera aucun match de saison régulière dans l'uniforme des Braves en 2007.

### Rays de Tampa Bay
Le 17 janvier 2008, Willy Aybar et Chase Fontaine passent aux Rays de Tampa Bay en retour du lanceur Jeff Ridgway. Utilisé à l'avant-champ et comme frappeur désigné en 2008, il prend part à 93 matchs et atteint un sommet personnel de 33 points produits. Dans le septième et dernier match de la Série de championnat de la Ligue américaine, il frappe un circuit en septième manche qui permet aux Rays de vaincre les Red Sox de Boston 3-1 et accéder aux Séries mondiales pour la première fois de leur histoire.